# زاميا
الزَّامِيَة  أو الزاميا (الاسم العلمي: Zamia) هي جنس من النباتات يتبع الفصيلة الزامية من رتبة السيكاديات.

## أنواع الزاميا
- زاميا أرجوانية
- زاميا أليفة الجبال
- زاميا أليفة المنحدرات
- زاميا أمازونية
- زاميا بوليفية
- زاميا توركهايمية
- زاميا جبلية
- زاميا حاضنة
- زاميا درسلرية
- زاميا روزلية
- زاميا ستاندلية
- زاميا سكينرية
- زاميا سوداء الدعامة
- زاميا سوكونوسكو
- زاميا شائكة
- زاميا شبة جبلية
- زاميا شبه طفيلية
- زاميا صغيرة
- زاميا ضيقة الأوراق
- زاميا عزلاء
- زاميا غنترية
- زاميا فاسكيزية
- زاميا فيرشافلتية
- زاميا فيرشايلدية
- زاميا فيشرية
- زاميا قزمية
- زاميا قليلة الملتحمات
- زاميا كليلة الأوراق
- زاميا لوكوانتية
- زاميا مائلة
- زاميا مرقشة
- زاميا مستدقة
- زاميا معرقة الأوراق
- زاميا مفترشة
- زاميا نخل الخبز
- زاميا هرارية
- زاميا واسعة الأوراق
- زاميا واليسية
- زاميا وبغية
- زاميا أليفة الجزر
- زاميا تونكينية
- زاميا ثلاثية التسنن
- زاميا سلطانية
- زاميا سندوفالية
- زاميا فلوريدية
- زاميا نارية الأوراق
- زاميا شائكة
- زامية كاملة الأوراق